# Yusif Eyvazov

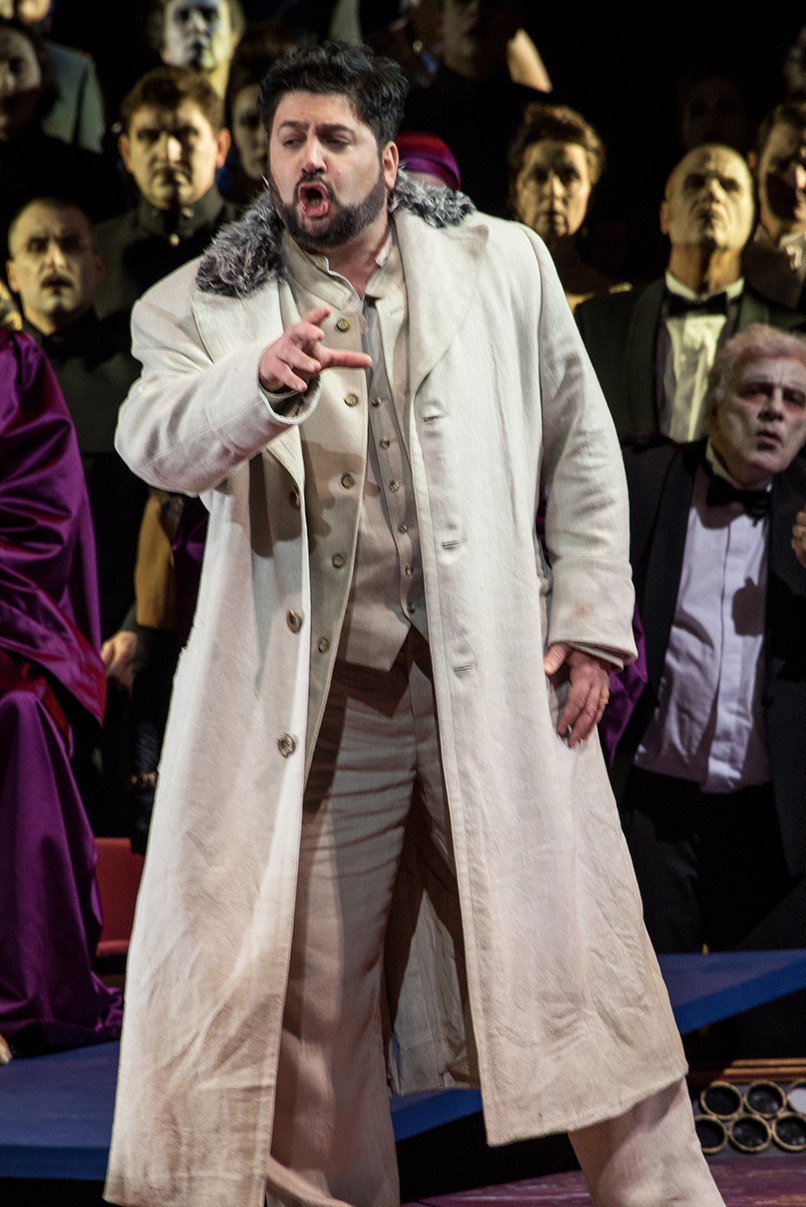
Yusif Eyvazov als Kalaf in Turandot, Wiener Staatsoper 2016

Yusif Eyvazov (geboren am 2. Mai 1977 in Algier) ist ein aserbaidschanischer Opernsänger der Stimmlage Tenor.

## Leben und Wirken
Yusif Eyvazov ist der Sohn eines Universitätsprofessors aus Aserbaidschan, wurde in Algerien geboren und wuchs in Baku auf. Er wollte ursprünglich Meteorologe werden, wie sein Vater. Im zweiten Jahr seines Studiums suchten Studenten einen Sänger für ein Fest und er wagte seinen ersten Auftritt mit „irgend eine[m] Pop-Song“. Auf Anraten einer Kollegin entschloss er sich daraufhin zu einem Studium an der Musikakademie von Baku. 1997 ging er nach Italien, um dort seine Ausbildung unter anderem bei Franco Corelli und Ghena Dimitrova fortzusetzen. Er war Finalist und Gewinner von Gesangswettbewerben in Capriolo, Montagnana und Mailand.

### Oper
Yusif Eyvazov beschränkt sich auf wenige Partien überwiegend des italienischen Repertoires, singt Heldenpartien Verdis, Boitos und des Verismo – von Leoncavallo, Puccini und Mascagni bis Giordano. Zu seinen Verdi-Partien zählen Manrico in Il trovatore, Radamès in Aida und die Titelpartie im Otello, zu seinen Puccini-Partien der Des Grieux in Manon Lescaut, Rodolfo in La Bohème, Cavaradossi in Tosca, Luigi in Il tabarro und der Calàf in Turandot. Aus dem russischen Repertoire singt er bislang nur den Hermann in Tschaikowskis Pique Dame, aus dem französischen nur den Don José in Bizets Carmen.
Seine Karriere begann in Italien, er sang den Radamès an der Opera Fiesole, am Teatro dell’Opera di Roma und in der Arena di Verona, den Otello beim Festival Ravenna. 2010 wurde er eingeladen, den Cavaradossi am Bolschoi-Theater zu übernehmen. 2014 sang er an der Seite von Anna Netrebko den Des Grieux in Rom, es dirigierte Riccardo Muti, danach den Canio in Leoncavallos Pagliacci in Bari, es dirigierte Paolo Carignani. Es folgte der Turiddu in Mascagni Cavalleria rusticana am Teatro Filarmonico di Verona. Den Canio übernahm er 2015 auch beim Macerata Opera Festival und an der Los Angeles Opera, dort dirigiert von Plácido Domingo. Im Sommer 2015 debütierte er als Cavaradossi in einer Robert-Dornhelm-Inszenierung bei den Opernfestspielen St. Margarethen.
Im 7. November 2015 debütierte er als Calàf in Puccinis Turandot an der Metropolitan Opera in New York, gab am nächsten Abend in Graz ein Recital mit Anna Netrebko und sang am 12. November wiederum den Calàf in New York.
2016 folgten bzw. folgen Debüts an der Opéra National de Paris und an der Staatsoper im Schiller Theater in Berlin (jeweils als Manrico) sowie am Mariinsky Theater in St. Petersburg (als Otello), dirigiert von Valery Gergiev. In der Wiener Staatsoper übernahm er – an Stelle des erkrankten Johan Botha – im April 2016 den Calàf in der Neuproduktion von Puccinis Turandot, inszeniert von Marco Arturo Marelli und dirigiert von Gustavo Dudamel.
Am 1. August 2016 debütierte er bei den Salzburger Festspielen als Des Grieux in Manon Lescaut von Giacomo Puccini. Im Oktober 2016 war er in dieser Partie auch am Bolschoi-Theater in Moskau zu sehen. 2016 wurde bekannt gegeben, dass Eyvazov 2017 erneut bei den Salzburger Festspielen zu sehen sei, als Radamès in Aida.

### Konzert
Im Konzertsaal ist Eyvazov mehrfach mit dem Orchestra Sinfonica di Milano Giuseppe Verdi, auch als LaVerdi bekannt, aufgetreten – beispielsweise als Tenorsolist in Verdis Messa da Requiem oder als Turiddu. Überwiegend singt er jedoch im Konzertsaal Recitals mit berühmten Arien und Duetten italienischer Opern. Beim Red Ribbon Celebration Concert 2014 trat er gemeinsam mit Piotr Beczała, Thomas Hampson, Jennifer O’Loughlin, Luca Pisaroni, Ildar Abdrasakow und Vesselina Kasarova auf. Die Solisten des Galakonzertes wurden vom ORF Radio Symphonie Orchester begleitet.
Im Palau de la Música Catalana in Barcelona trat er gemeinsam mit Anna Netrebko auf, es dirigierte Massimo Zanetti. Im Sommer 2015 wurde er für ein Freiluftkonzert im Schlosspark von Versailles verpflichtet. Anfang Dezember 2015 sang er in Parma Ausschnitte aus Verdi- und Puccini-Opern, wenige Tage später war er – gemeinsam mit Netrebko und mit Eleonora Buratto – beim Recital Pucciniano in Forlì zu hören, es dirigierte Riccardo Muti. Im Frühjahr führte ihn eine Konzerttournee mit Anna Netrebko nach Asien. Die beiden traten in Hongkong, Seoul, Nagoya, Tokyo und Taipeh auf. Für August 2016 waren drei konzertante Aufführungen von Puccinis Manon Lescaut bei den Salzburger Festspielen angesetzt – mit Anna Netrebko und Yusif Eyvazov in den Hauptpartien.
Eyvazov tritt auch bei Wohltätigkeitsveranstaltungen auf, beispielsweise 2015 beim Wiener Life Ball und bei einem Musikvereins-Konzert mit Ildebrando D’Arcangelo und Anna Netrebko zugunsten der Österreichischen Autisten-Hilfe.

### Familiäres
Im März 2014 änderte er seinen Status auf seiner Facebook-Seite auf „verlobt“, gab allerdings nicht bekannt, mit wem. Am 10. Juli 2014 gab auch Anna Netrebko auf ihrer Facebook-Seite ihre Verlobung bekannt. Die beiden hatten sich im Februar desselben Jahres bei den Proben zur Aufführung von Manon Lescaut in Rom kennengelernt. Am 29. Dezember 2015 heirateten Netrebko und Eyvazov in Wien. Die standesamtliche Trauung fand im Palais Coburg statt, die anschließende Feier im Palais Liechtenstein.
Er lebte mit Netrebko und deren Sohn Tiago aus der Beziehung mit Erwin Schrott in Wien. Im Juni 2024 gab das Paar seine Trennung bekannt. Eyvazov spricht sehr gut Englisch und nahezu perfekt Italienisch.

## Zitate
„Yusif Eyvazov schließlich, der Cavaradossi, legte Rätselhaftes vor: Der Auftritt und die erste Arie misslangen – Eyvazov wirk[t]e uneingesungen, die Stimme schien ihren Sitz zu suchen. Die Steigerung war allerdings enorm, und im dritten Akt wurde man Zeuge einer Weltklasseleistung. Die dunkle, mächtige Stimme mit der durchschlagenden Höhe ist heldischer Ausbrüche ebenso fähig wie betörender Legatobögen, und speziell der Schlussakt war ein Beispiel an Ausdruck und höherer Bühnenwahrheit.“

„Im Lauf meines Studiums und meiner Karriere […] erwarte ich mir nichts von einer Karriere, sondern widme mich vollkommen dem Studium. Die wichtigste Aufgabe für mich, heute, gestern und so wird es auch morgen sein, ist – studieren und immer wieder aufs Neue die Technik verbessern, den Gesang verbessern, die Stimme verbessern. Das ist die größte Herausforderung. Und dann: Was kommt, das kommt.“